# コラビエ
株式会社COLLAVIER（コラビエ）は、日本のコンピュータゲーム制作会社。本社は東京都台東区。

## 概要
ホット・ビィで『オーバーホライゾン』『鋼鉄帝国』等の企画をつとめた佐武義訓（佐ぶ）によって設立。
アーテインのゲームソフトの権利を多く取得しており、配信やそれらの流れを汲んだソフト（お絵描き系）の開発も行っている。

## ゲームソフト
- みんなの塗り絵（新みんなの塗り絵）シリーズ（Hello Kitty、Little Twin Stars、マイメロディ他）
- 気軽にお絵描き工房・もっと気軽に!お絵描き工房プラス
- 不思議な点つなぎ（不思議な点つなぎ3D）シリーズ
- 阿・弥・陀
- タッチで漫才!メガミの笑壺DL
- 極・美麗アクアリウム〜世界の魚とイルカ・クジラ達〜
- ともだち作ろう!魔法のこうかん日記
- コミック工房・コミック工房2
- カスタムモンスターズ
- 密着対戦シリーズ（スピード・2048・ピクプレ）